# Beregszász

Piactér – 1939

A városalapító Lampert herceg emléktáblája a római katolikus templom falán

Beregszász (ukránul: Берегове (Berehove), oroszul: Береговo (Beregovo), németül: Bergsaß, Lampertshaus) város Ukrajnában, Kárpátalján, a Beregszászi járás és Beregszász község székhelye. A trianoni békediktátumig Bereg vármegye Beregszászi járásának központja, Munkáccsal felváltva rövidebb-hosszabb ideig a vármegye székhelye volt. Kárpátalja települései közül Beregszászban él a legnagyobb magyar közösség, a város jelentős magyar kulturális központ.
I. Béla Lampert nevű fia alapította 1048-ban, ezen okból Villa Lampertiként (Lampertháza) nevezték, amíg II. Géza flamand telepeseket nem hozott a vidékre, akiket szászoknak neveztek, így lett Lampertszász a város neve. Egy 1499-es oklevéltben említik először Beregszászként a várost.
Az egykori Borsava vármegyéből lett Bereg vármegye székhelye 1271-től, évszázados kiváltságokkal felruházva. Fénykora a 14-15. századra, Erzsébet királyné uralkodásának idejére tehető, aki a mai Grófudvar helyén építette fel nyári rezidenciáját. Bátori István zsoldosai 1511-ben feldúlták és kirabolták Beregszászot. A reformáció eszméi erőteljesen megmutatkoznak, itt tartották 1552-ben az első református zsinatot, amely kimondja az egyház megreformálsát.
A város a Rákóczi-szabadságharc tűzfészke, Esze Tamásék a templom előtti piactéren bontják ki 1703. május 22-én a szabadságharc hívó zászlaját. A kuruc szabadságharc lezárásának 300. évfordulójára avatták fel Esze Tamás mellszobrát a zászlóbontás helyén.
Az 1848-49-es szabadságharc és az első világháború a beregszásziak által is vívott győztes csatáit felülírta a bukás, mely a trianoni békediktátummal történt.

## Fekvése
Kárpátalja délnyugati részén, mely ma Kárpátalja egyetlen magyarlakta többségű városa. Ungvártól 72, Munkácstól 28 km-re, a Beregsurány–Asztély magyar–ukrán határátkelőtől pedig 6 km-re. A Borzsát és a Latorcát összekötő Vérke patak szeli ketté. Északkelet és délkelet felől vulkanikus hegylánc övezi, melynek legmagasabb pontja a Nagy-hegy (362 m).

## Nevének eredete
Neve a magyar berek (liget) főnévből származik, utótagja egykori szász lakosaira utal. Az ukrán elnevezés a magyarból származik. A vidék a 11. század második felében I. Béla fiának, Lampert hercegnek volt a tulajdona, a néphagyomány szerint ő alapította a települést. Eredetileg róla nevezték el Villa Lampertinek, majd Lampertházának, Lampertszásznak, Lamprechtszásznak, Luprechtházának, Luprechazának.

## Története

### A város alapítása
Beregszász környéke valószínűleg már az őskőkorban és az újkőkorban is lakott volt, erről tanúskodnak a 19. században Lehoczky Tivadar által a Kisrigó és a Nagyrigó dűlőben feltárt leletek. Később szarmaták, gótok, hunok, avarok és kelták fordultak meg a vidéken. Pápai Páriz Ferenc református orvos és író 1708-as kiadású Dictionarium Latino-Hungaricumában azt állítja, hogy már jóval a magyarok bejövetele előtt római telep létezett itt, amelyet Peregiumnak hívtak. Ez az állítás azonban nem bizonyított.
Valószínűleg a honfoglalás idején, a 9. században is élt valamilyen nép a város mai területén, s magyar szálláshely is létrejött itt. Utóbbit bizonyítja, hogy 1845-ben, a Vérkén átívelő híd építése közben, alapjainak ásásakor ősi magyar szokás szerint eltemetett harcosok sírjaira bukkantak, valamint a velük együtt a sírba helyezett fegyverekre. Ám a hely jelentéktelen lehetett, hisz a szomszédos borsovai vár lett Borsova vármegye központja, melyhez az államalapítás, a vármegyerendszer létrejötte után a terület tartozott.
1048-ban az ország ezen része I. András király öccsének, Bélának a tulajdonába került. 1063-ban, I. Béla király halála után birtokait fiai, Géza, László és Lampert között osztották szét. A későbbi Beregszász vidéke Lampert hercegnek jutott, a néphagyomány szerint ő hozta itt létre a települést. Lampertháza alapításának pontos dátuma nem ismert, de mivel még Lampert herceg életében kellett történjen, és ő a 11. század végén hunyt el, a beregszásziak 1095–96-ot tekintik az alapítás dátumának.
Beregszász keletkezéséről szól egy legenda is, amely szerint a környéken legeltette gulyáját egy Szász nevű pásztor, amikor a szomszéd bika rátámadt az ő vezérbikájára. A két hatalmas állat élet-halál harcot vívott egymással, patáikkal erősen feltúrták a gyepet. Miután Szász a botjával rásújtott az idegen bikára, így elkergetve, az egyik gödörben rengeteg aranyat talált. A hatalmas kincsből templomot építtetett a helyen, s hamarosan benépesült a környék. Ezt a legendát dolgozta fel Tompa Mihály Beregszász című elbeszélő költeményében. Azonban a mondával kapcsolatban Lehoczky Tivadar, e vidék 19. században élt neves kutatója ezt írja: „Azon regének, mely szerint egy Szász nevü pásztor a mostani r. k. templom helyén viaskodott két bika feltúrt nyomában nagy kincset talált s azon e templomot épittette s e körül később a róla Bereg-szásznak elnevezett város keletkezett volna, történeti valóságot tulajdonitani nem lehet…”
Lampertháza a helyszíne A szép asszony dombja című mondánk cselekménye egy részének is.

### Az Árpád-ház uralkodása
Az alapítást követően hosszú ideig az Árpád-házi királyok és azok rokonai birtokolták a települést. 1141-ben a tizenegy éves II. Géza lett a magyar király, s a vidék ura is. Ez azonban a kunok gyakori betörései miatt ekkorra szinte teljesen elnéptelenedett. Így II. Géza, illetve a helyette kormányzó Ilona anyakirályné és az ő testvére, Belos bán, Rajna-vidéki szászokkal telepítette be, akik a folyó áradása miatt kényszerültek elhagyni eredeti lakhelyüket. A várost ettől az időtől hívták Szásznak, Lampertszásznak, Lamprechtszásznak és Lampertháznak is. A szászok meghonosították a szőlőtermesztést a vidéken, valamint aranyat kezdtek bányászni a Nagy-hegyen. Egykori tárnáik közül néhány ma is látható.
Azonban 1241-ben, a tatárjárás idején ismét teljesen elpusztult a település, ezután IV. Béla király megint újratelepítette. Az új betelepülőket különböző kiváltságokkal ruházta fel. 1247-ben kelt kiváltságlevelében biztosította őket arról, hogy vagyonukkal szabadon rendelkezhetnek, vérengzés, tolvajlás, emberölés kivételével minden más ügyben saját hatóságuk ítélkezhet, a város és környékének lakossága nemzetiségétől függetlenül egyenlő jogokat élvez, a környező földeket, vizeket szabadon használhatja, vásárait szombatonként tarthatja; rögzítette a papnak és a királynak fizetendő adókat, a helyi egyházat az esztergomi érsekség alá rendelte. V. István 1271-ben, majd Károly Róbert 1320-ban megerősítette a város kiváltságait.
A tatárjárást követően jött létre Bereg vármegye Borsova vármegye területének egy részén. A vármegye központja akkoriban még a munkácsi vár volt.
Beregzaza néven 1284-ben említik először Beregszászt.

### A város a 14. században
I. (Nagy) Lajos király 1342. szeptember 2-án kelt kiváltságlevelében szabad királyi város címet adományozott Lampertházának, a város pallosjogban is részesült. Ezen előjogokat később 1419-ben Zsigmond, 1524-ben Mária királyné, 1548-ban I. Ferdinánd is megerősítette.
I. (Nagy) Lajos, de főleg édesanyja, Łokietek Erzsébet királyné nagyon megszerette a várost. Többször is támogatták anyagilag Beregszászt, Erzsébet királyné királyi udvarházat is tartott a városban, gyakran töltötte itt a nyarat. Két kolostort is alapított a városban: a domonkosokét 1370-ben, a ferencesekét 1377-ben.
Az ő jelentős támogatásával kezdődött el a katolikus templom újjáépítése is, amelyet még a tatárok romboltak le, szentélyét 1242–1247-ben emelték fel. Majd Zsigmond király idejében, 1418-ban a korábbi helyére építették a mai templomot. Ezt tanúsítja a templomfalba beépített 1418-as évszámú Jó pásztor dombormű.
A várost 1504-től írják következetesen Beregszásznak az okmányokban.

### A szétdarabolt ország részeként
A mohácsi vereség után az erdélyi fejedelmek és a Habsburgok folyamatosan versengtek a vidékért. Ez időben a város polgárai fokozatosan elvesztették kiváltságos jogaikat, a helyi földesúr egyre nagyobb hatalmat gyakorolt felettük.
Beregszásznak jelentős szerep jutott a reformáció idején, mely a vidéken itt ért el először nagy sikereket. 1548-ra tehetjük a reformáció kezdetét a városban. 1552-ben két egyházi zsinatot is tartottak itt Kálmáncsehi Sánta Márton vezetésével, amelyek Magyarország első helvét típusú zsinatai közé tartoznak. A második beregszászi zsinaton, december 1-jén határozatot hoztak az úrvacsora és a gyóntatás rendjéről, ezzel a kálvinisták véglegesen elváltak a római katolikus egyháztól.
1566-ban, miután a János Zsigmondot segítő I. Szulejmán szultán elhunyt Szigetvár ostroma során, János Zsigmond keleti irányában engedte útjára tatár segédhadait. Az átvonuló tatárok teljesen feldúlták Felső-Magyarországot, Beregszászt szinte a földdel tették egyenlővé. A következő évi adóösszeírás alkalmával 48 lakott és 199 üresen álló házhelyet jegyeztek fel. Ismét megkezdődött a város újjáépítése.

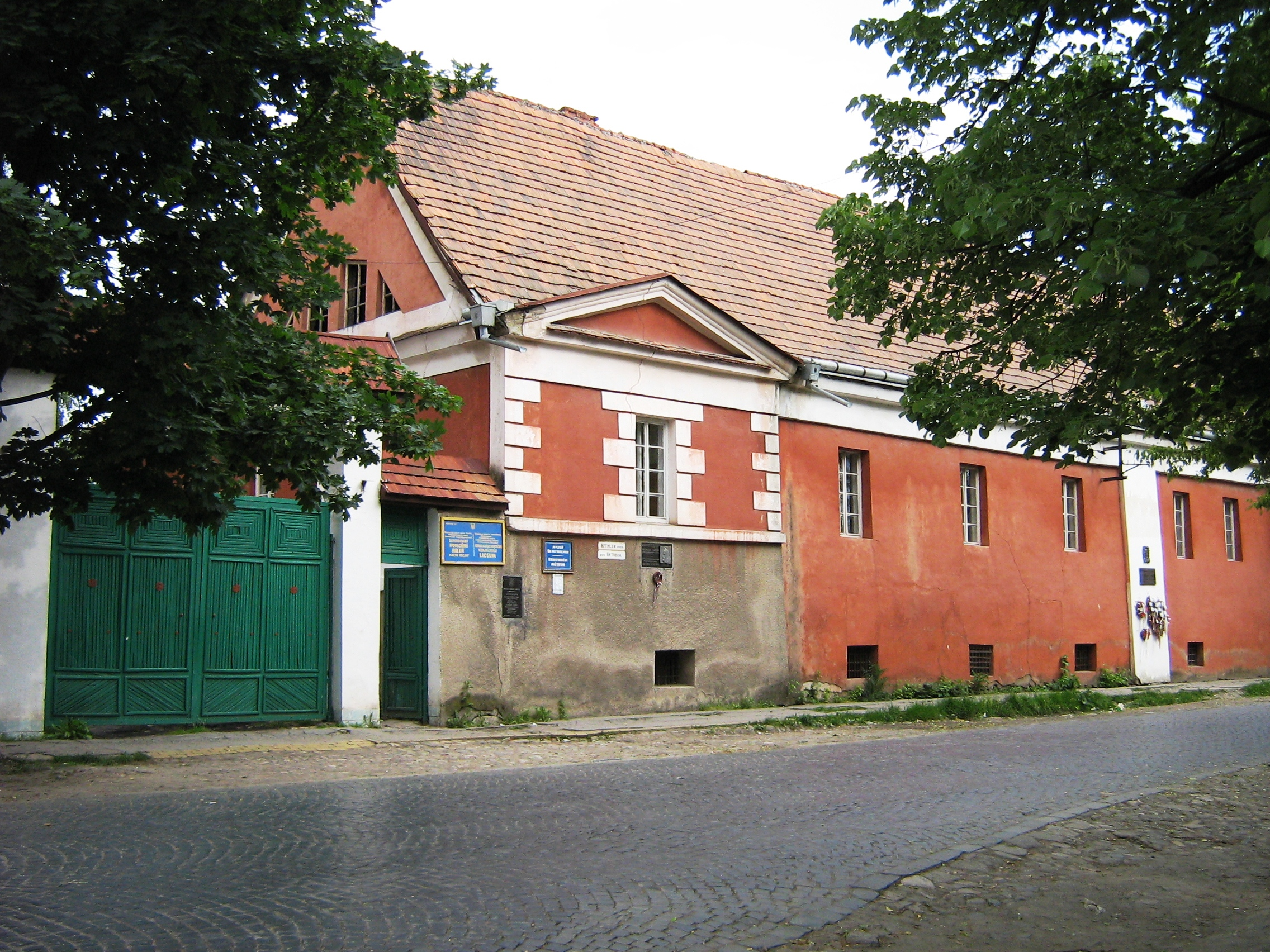
A Bethlen–Rákóczi-kastély utcára néző homlokzata napjainkban

1621. december 31-én Bethlen Gábor békét kötött II. Ferdinánddal, melynek értelmében megkapott hét vármegyét, köztük Bereget is. Bethlen Gábor sokat tett a birtokába került Beregszászért, fejlesztette a kereskedelmet és a kézművességet. 1629-ben építtette kastélyát a város központjában.
1633-ban I. Rákóczi György és felesége, Lorántffy Zsuzsanna vette birtokába.
1657 januárjában II. Rákóczi György X. Károly Gusztáv svéd királlyal szövetkezve hadjáratot indított Lengyelország ellen. A harcok eleinte magyar sikereket hoztak, II. Rákóczi György Varsót is elfoglalta. Bár ezután a svéd király magára hagyta, az erdélyi fejedelem továbbra is bizakodott. Azonban a bosszúálló lengyelek Jerzy Lubomirski marsall vezetésével betörtek Észak-Erdélybe és Bereg vármegyébe. 1657. június 17. gyászos nap volt Beregszász számára. A lengyel támadás elől a templomba húzódtak a város lakói, az ostromlók viszont hamar megtörték a templom védőinek ellenállását. A lakosságot lemészárolták, a templomot felgyújtották, és ezt írták a füstölgő rom falára: Vicem pro vice reddo tibi, bone vicine! (Szemet szemért, leróttam adósságom, kedves szomszéd!). II. Rákóczi Györgyöt a román és kozák csapatok is cserben hagyták, végül kénytelen volt megalázó békét kötni II. János Kázmér lengyel királlyal.
A fejedelem 1660-ban bekövetkezett halála után özvegye, Báthory Zsófia kezébe került Beregszász. Miután ő 1680-ban meghalt, menye, Zrínyi Ilona lett a város birtokosa, s majd általa 1682-től második férje, Thököly Imre is. 1685 és 1688 között a császári csapatok több mint két évig ostromolták Munkács várát, s ez alatt a Beregszászban elszállásolt katonaság gyakran háborgatta a helyi lakosokat. A legnagyobb kár a várost azonban 1686. június 8-án érte, amikor a munkácsi várból Radics András vezérletével kitörő kurucok megtámadták az itt állomásozó csapatokat, akik a templomba menekültek, s hosszas csata után a kurucok rájuk gyújtották azt. Így ismét óriási károkat szenvedett a város, de főleg a templom, amelynek ezt követően majdnem másfél évszázadon keresztül álltak fedetlenül a falai. A Bethlen-kastély is leégett, ezt feltehetőleg II. Rákóczi Ferenc állíttatta később helyre.
1688. január 17-én Zrínyi Ilona kénytelen volt feladni a munkácsi várat. A család a kapituláció után visszakapta javait és birtokait, azonban Bécsbe szállították őket. II. Rákóczi Ferenc visszatéréséig Kollonich Lipót bíboros (mint gondnok) és Klobusiczky Ferenc (mint igazgató) kezelte a vidéket.

### A Rákóczi-szabadságharc idején
Bereg vármegyét és Beregszászt jogosan nevezhetjük a Rákóczi-szabadságharc bölcsőjének. 1703 tavaszán a beregi erdőkben bujdosó kurucok, Esze Tamással és Kis Alberttel az élén több követséget is küldtek a lengyelországi Brezánba menekült II. Rákóczi Ferenchez és Bercsényi Miklóshoz. Május végén Rákóczi átadta Esze Tamásnak a felkelésre buzdító breznai kiáltvány és a szabadságharc zászlait. Esze Tamás május 21-én Váriba érkezvén, ott elfoglalta a tiszai réveket, a falu népét gyűlésre hívta, ahol felolvasta a kiáltványt és – Rákóczi parancsa ellenére – kibontotta a zászlókat.
A felkelők május 22-én, miután Benénél megfutamították a Maróthy István főszolgabíró vezette hajdúkat, Beregszászba értek. A városban épp vásárt tartottak, rengeteg ember gyűlt össze. Esze Tamás itt is kibontotta a szabadságharc zászlait, felolvasta Rákóczi kiáltványát. Ennek emlékét 1992 óta márványtábla örökíti meg a mostani II. Rákóczi Ferenc téri posta falán. Gyorsan terjedt az események híre, sokan csatlakoztak a felkelőkhöz, így kezdetét vette a tiszaháti felkelés, s vele a Rákóczi-szabadságharc.
Rákóczi azonban még hezitált, nem állt a harcok élére, francia segélypénzre várt és azon vehető zsoldosokra. Így június 7-én Dolhánál könnyűszerrel verték szét a kuruc csapatokat a túlerőben lévő Károlyi Sándor szatmári főispán és Csáky István bereg ugocsai főispán egyesült seregei.
A felkelők a hegyekben, erdőkben húzódtak meg, s június 15-én Klimiec faluban egyesültek Rákóczi katonáival. A 3000 fős sereg Vereckénél lépte át a határt. Július 9-én érkeztek meg Beregszászba, szétverték a császári helyőrséget, a Tiszáig szorították vissza őket. Ezzel majdnem az egész Bereg vármegye Rákóczi fennhatósága alá került.

II. Rákóczi Ferenc emléktáblája a Bethlen–Rákóczi-kastély falán

Mikes Kelemen író emléktáblája

A fejedelem többször is megfordult Beregszászban. 1705. december 21-én itt adta ki a felkelésre buzdító kiáltványát, melyben zászlaja alá szólított mindenkit, akinek drága a haza és a szabadság. Ezen eseményt örökíti meg a Bethlen-kastély falán 1996-ban felavatott emléktábla.
A szabadságharc leverése után Bereg vármegyét és Beregszászt rebellisnek minősítette a bécsi udvar, utóbbit megfosztották városi rangjától, és önkormányzatát feloszlatták.
Ráadásul 1717-ben ismételten betörtek a tatárok a vidékre, nagy pusztítást végezve Beregszászban.
1726-ban III. Károly király a munkácsi uradalom részeként a várost Lothar Franz von Schönbornnak adományozta. Ezután egészen 1944-ig volt a Schönborn család birtoka. Az új „urak” óriási adókat róttak ki Beregszászra, azonban el kell ismerni, sokat tettek a mezőgazdaság és a borászat felvirágoztatásáért is.
1739-ben ismét tűzvész pusztította a várost, 1742-ben pedig pestis tizedelte meg lakosságát. A több mint 300 áldozat üresen maradt házába 1749-ben németeket telepítettek.

### A 19. században
A 19. században nemzetünk több neves személyisége is ellátogatott Beregszászba. Kazinczy Ferenc raboskodása alatt, miközben I. Napóleon hadainak előretörése miatt a munkácsi várbörtönbe szállították, 1800. augusztus 20–23-án töltött néhány éjszakát Beregszászban, az akkori Oroszlán Vendégfogadóban. 1990 óta márványtábla őrzi az emlékét az épület falán.
Kölcsey Ferenc, szatmárcsekei birtokára visszavonulva, a beregszászi postán intézte levelezéseit. Az ő tiszteletére is emléktáblát avattak 1992-ben a Rákóczi téri posta falán.
Gróf Széchenyi István a Tisza szabályozásának kapcsán kereste fel e vidéket. Beregszászban 1846. július 30-án vendégeskedett, erre emlékeztet az egykori Úri Kaszinó falán 1991-ben elhelyezett emléktábla.
Petőfi Sándor is megfordult a városban, második felső-magyarországi útja során. 1847. július 12-én érkezett, s másnap indult is tovább, szintén az Oroszlán Vendégfogadóban szállt meg. Itt írta Meleg dél van című, rövidke versét. A nemzet költőjének emlékére is avattak emléktáblát az egykori fogadó épületén (1987-ben) és szobrot is állítottak neki a korábbi Úri Kaszinó előtt (1991-ben).

#### Az1848–49-es forradalom és szabadságharcalatt
A március 15-ei budapesti események hatására 1848. június 4-én Beregszászban is felállították a nemzetőrséget, parancsnoka Eötvös Tamás lett, őrnagyi rangban. Június 14-én sorakoztak fel a város központjában és Nagykállóba indultak, hogy csatlakozzanak a 10. honvédzászlóaljhoz. A zászlóalj részt vett a téli és a tavaszi hadjáratban, a kápolnai csatában, Buda várának bevételében és a szabadságharc még számos kisebb-nagyobb ütközetében.
1849. április 22-én beregszásziak is részt vettek a Podheringnél, Munkács mai külvárosánál, zajlott győztes csatában.
Az I. Ferenc József segítségére siető orosz hadseregnek 1849. augusztus 20-án adta meg magát Beregszász. A szabadságharc bukása után itt is a megtorlás évei következtek. A tiszteket, honvédeket haditörvényszék elé állították, sokan közülük a környező hegyekben, erdőkben kerestek menedéket.

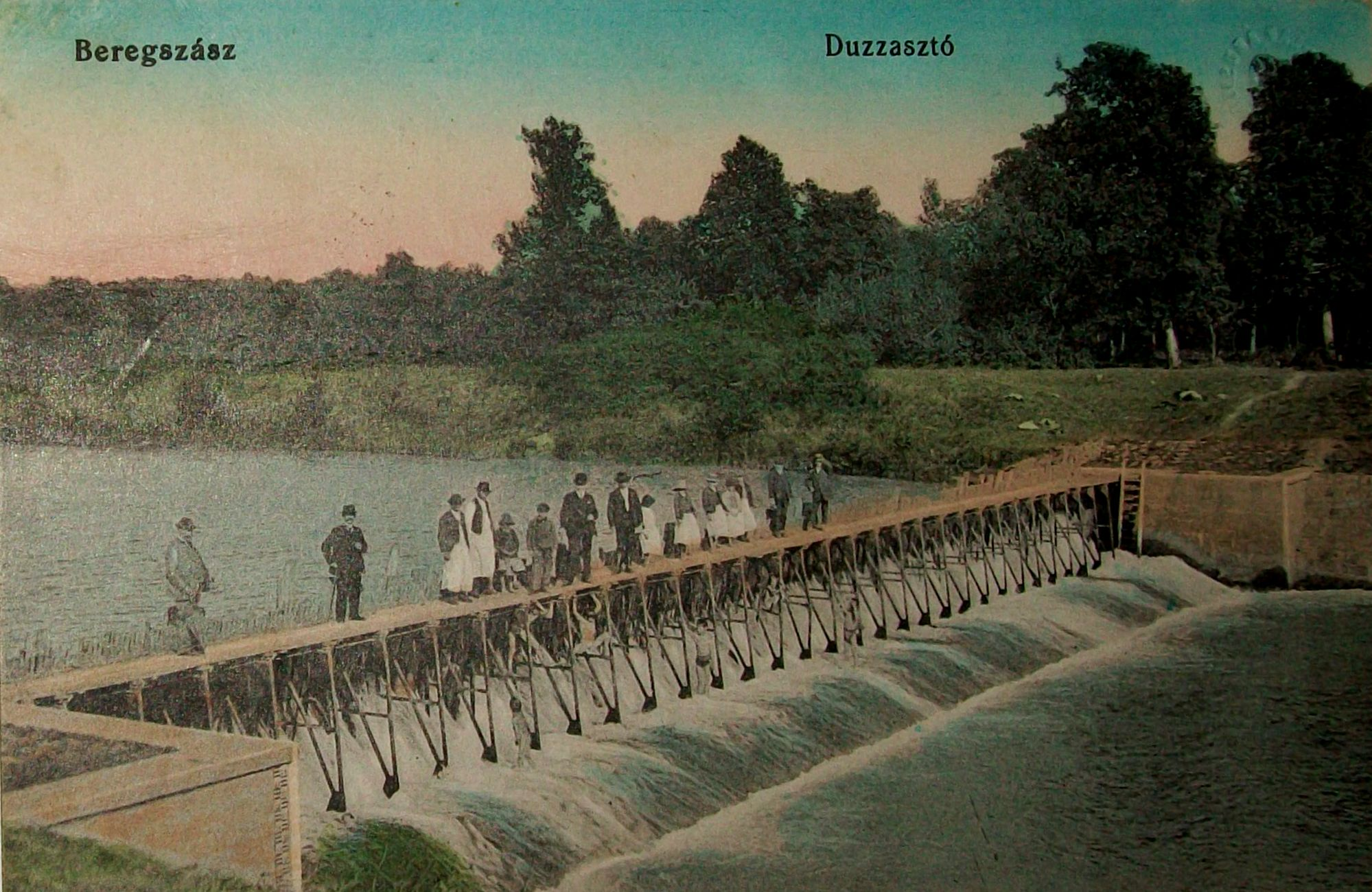
A beregszászi duzzasztó, 1900 körüli képeslap

### A századfordulón
1867-től, a kiegyezést követően Beregszász lett Bereg vármegye központja, egészen 1918-ig.
Nagy ipari fejlődésen ment keresztül a város a századfordulón. 1893-ban két szeszfőzde és egy gőzmalom, 1895-ben és 1897-ben egy-egy téglagyár nyílt itt. 1898-ban láttak hozzá a villanytelep építéséhez. A 19. század végén épült fel a vasútállomás, és indult be a vasúti forgalom.
Nagyrészt ezekben az időkben alakult ki a belső városrész arculata is.

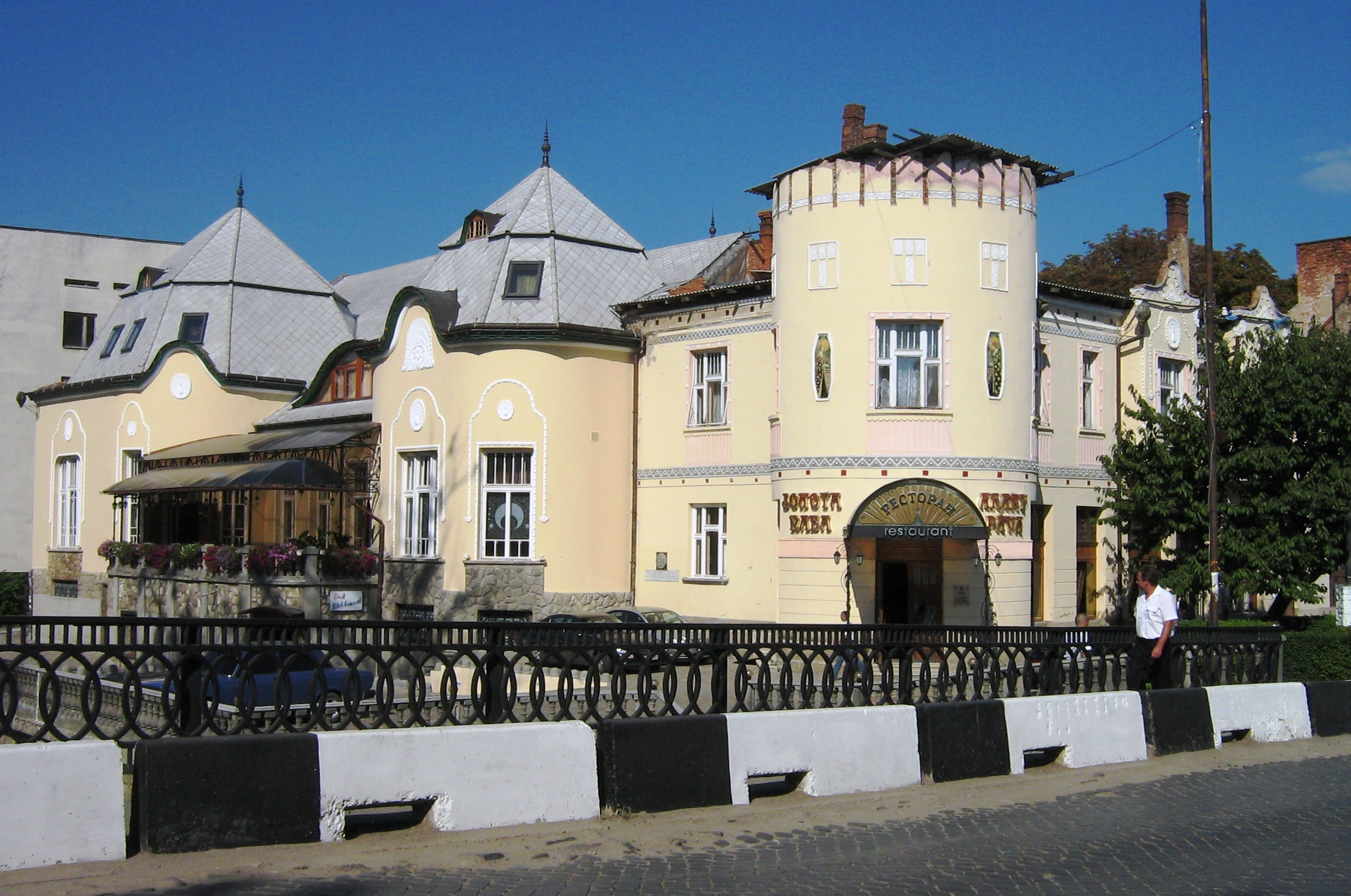
Az egykori Bereg Vármegyei Kaszinó (Úri Kaszinó) – ma Arany Páva étterem

Az első megyeházat Beregszászban 1731-ben emelték, azonban azóta többször is leégett, nem egyszer át kellett építeni. 1880-ban egy újabb tűzeset alkalmával ismét leégett a megyeháza, a környező épületekkel együtt. Az új, jelenleg is megtekinthető megyeházát 1890-ben építették Ybl Miklós tervei alapján.
1909-ben épült fel a város központjában a Jablonszky Ferenc tervezte törvényszéki épület.
Még 1841-ben, Eötvös Tamás másodalispán kezdeményezésére jött létre a Bereg Vármegyei Kaszinó, székház nélkül. Első székházát 1890-ben építették, azonban ez hamarosan szűknek bizonyult. Így 1912–13 között Besenszky Gyula munkácsi építészmérnök tervei alapján felépítették az új, ma is álló épületet, amely a város kulturális, társadalmi és politikai életének központja lett.

### A 20. században
Fejlődését, mely talán még így is elmaradt más magyarországi városokétól, azonban megállította az első világháború. A harcok szele hamarosan elérte a vidéket is, 1915-ben néhány hónapig Beregszászban volt a német hadsereg-parancsnokság hadiszállása. A fokozatosan romló gazdasági helyzet miatt Buttykai Ferenc főispán 1918 áprilisában lemondott tisztségéről, ezután Csuha István, Ung vármegye főispánja töltötte be ezt a tisztet is.
1919-ben, a Tanácsköztársaság kikiáltása után egy öttagú testület vette át a város irányítását. Megkezdték a korábbi városi tisztviselők letartóztatását, Buttykai Ferenc öngyilkosságba menekült.
Április 22-én a városi lakosság fellázadt a vörösterror ellen, rövid időre visszaállították a korábbi rendet. Azonban április 26–27. éjjelén román csapatok szállták meg Beregszászt, néhány nap múlva pedig csehek. A trianoni békeszerződés értelmében Beregszász Csehszlovákiához került. Megfosztották városi címétől, önkormányzatát felfüggesztették.
A cseh időkben, működésük akadályozása ellenére, két fontos magyar egyesület működött a városban: a Kárpátaljai Magyar Akadémikusok Egyesülete és a Kárpátaljai Magyar Kultúregyesület. Valamint különböző rendezvényei által Beregszász lett az elszakított Kárpátalja magyar kulturális központja.
Iparilag nem sokat fejlődött a város, 18 év alatt mindössze egy vágóhíd, egy dohánybeváltó és egy malom épült fel.
1938. november 2-án az első bécsi döntés értelmében Magyarország visszakapta a trianoni határ mentén elterülő magyar többségű országrészt, így Beregszászt is. A Magyar Honvédség november 9-én vonult be a városba, a polgárok, az 1941-ben Kossuthra keresztelt főtéren köszöntötték az érkező katonákat.
1939-ben országjáró körútra indították a Szent Jobbot, az ereklyét szállító vonat május 14-én érkezett meg Beregszászba. Végigvitték a városon, majd a Rákóczi téren egy díszemelvényre helyezték megtekintésre.
A második világháború kitörését követően lengyel menekültek özönlötték el Kárpátalját, a Beregszászba érkezőket a városi lakosság élelemmel, meleg ruhával és szállással fogadta. A beregszásziak közül sokan részt vettek a Magyar 2. hadsereg Don-kanyarbeli vereséges ütközetében. 1943. május 30-án gyászünnepséget tartottak a Kossuth téren, annál az első világháborús emlékműnél, melyet még előző évben, május 31-én avattak fel közadakozásból.
A városvezetés mindent elkövetett, hogy a helyiek a háború ellenére semmiben se szenvedjenek hiányt, 1944-ig az Országos Nép- és Családvédelmi Alap támogatásával 30 lakóházat építettek, amelynek árát tulajdonosaiknak 30 év alatt kellett volna visszafizetniük. Azt az utcát, ahol ezek a házak találhatók, még ma is ONCSA-telepnek nevezik a beregszásziak.

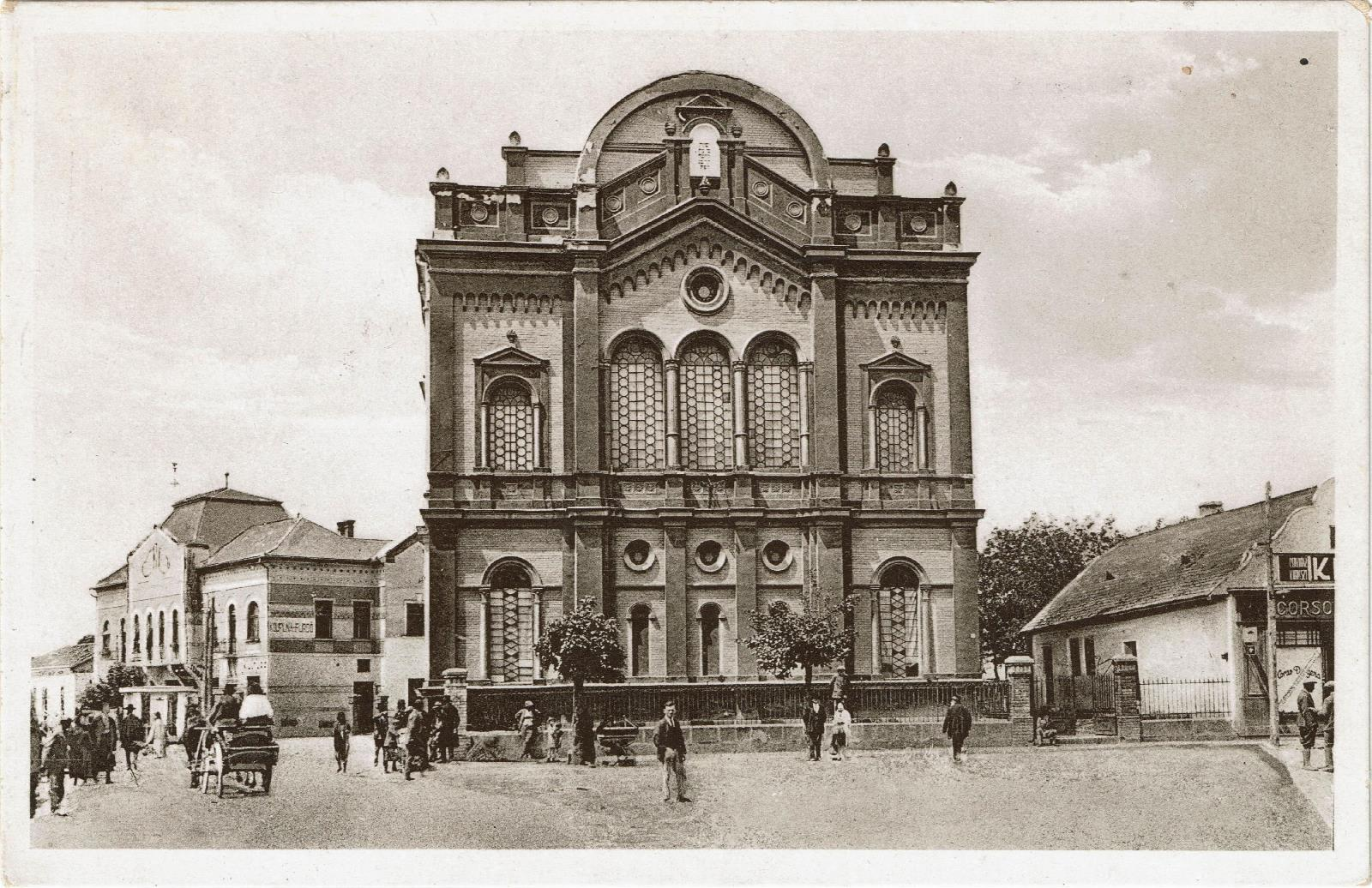
A Nagytemplom a Kossuth-téren

1938 a zsidóság számára egész Kárpátalján, így Beregszászban is az állampolgári és emberi jogaik korlátozását hozta el. 1944-ben ebben a térségben kezdődött meg a vidéki zsidóság deportálása a németországi megsemmisítő-táborokba, ahol nagy részüket meggyilkolták. A vári téglagyárban és a Weisz-tanyán kialakított gettókban gyűjtötték össze, majd innen szállították el őket. Emléküket márványtábla őrzi az egykori beregszászi zsinagóga falán.
1944. október 26-án a túlerőben lévő 4. Ukrán Front könnyűszerrel foglalta el Beregszászt, sok honvédet foglyul is ejtettek. November első napjaiban letartóztatták es kivégeztek Benda Kálmánt, a Magyar Országgyűlés Felsőházának tagját. Ő volt a sztálini terror első beregszászi áldozata. November 13-án rendeletet hoztak arról, hogy Kárpátalja minden 18 és 50 év közötti magyar és német lakosa köteles jelentkezni a hatóságoknál. Azt terjesztették, hogy csak 3 napos munkáról van szó, a háború okozta károkat kell rendbe hozni. A beregszásziakat november 18-án hajtották gyalogmenetben Munkácson keresztül a Szolyván kialakított gyűjtőtáborba. Az úgynevezett málenkij robot 343 itteni áldozatot követelt.

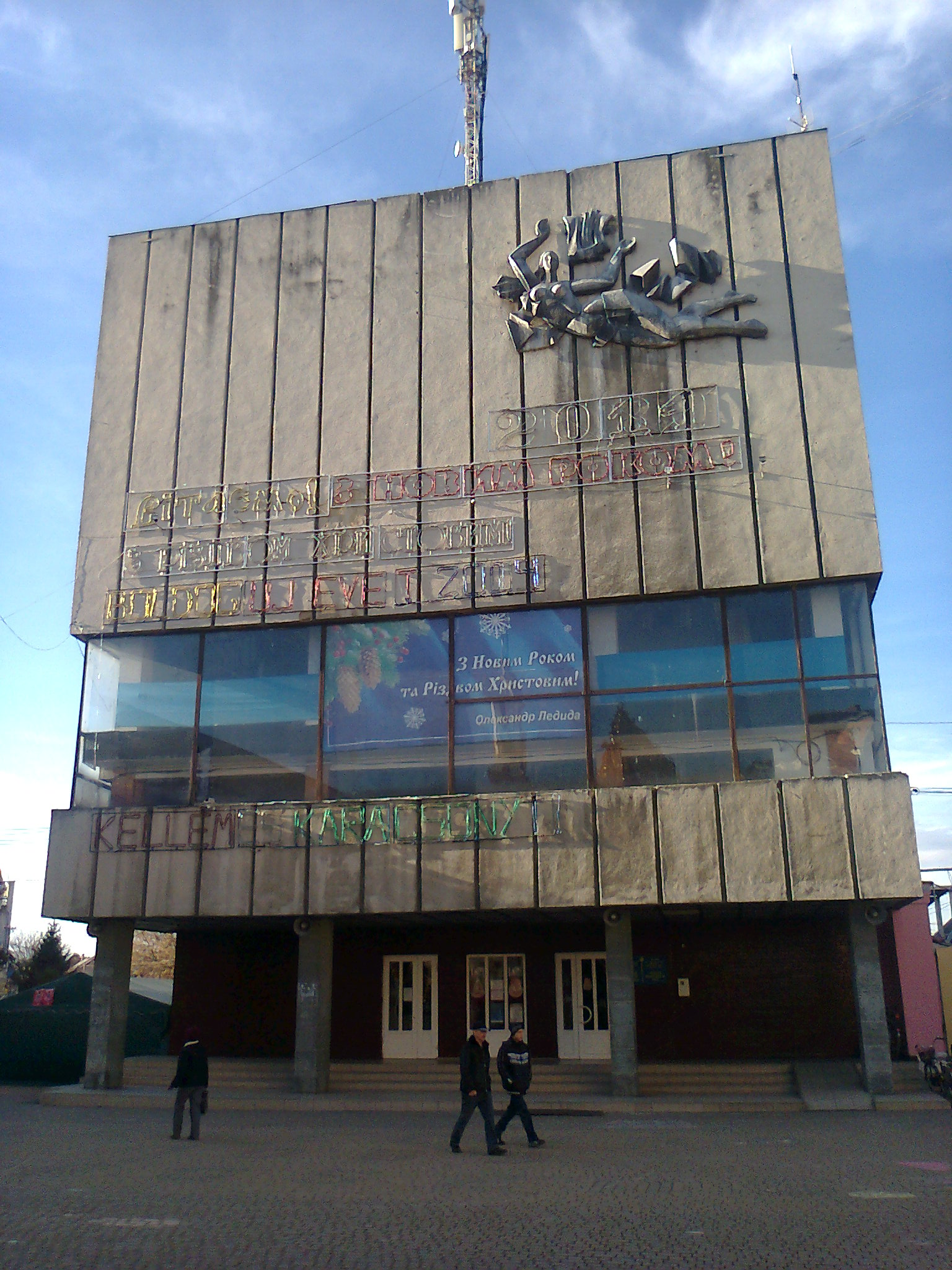
A szocialista időket idéző kultúrház a Kossuth téren

A Szovjetunió és Csehszlovákia között 1945. június 29-én megkötött szerződés értelmében Kárpátalját a Szovjetunióhoz csatolták. A szovjet érában rendbehozták a világháború alatt felrobbantott vasútvonalat, három téglagyárat, egy kenyér- és egy bútorgyárat létesítettek a városban. Azonban a környező szőlőbirtokokat államosították, és a hozzá nem értés következtében szinte teljesen tönkrement az, amiről Beregszász századokon keresztül nevezetes volt. A mezőgazdaság kollektivizálása, a gazdák földjeinek elkobzása révén 1948-ban létrejött a Kalini-kolhoz.
1948-ban az Újjáépítjük Donbászt! program keretében több fiatalt is erőszakosan hurcoltak el az USZSZK keleti szénbányáiba dolgozni.
A beregszászi főgimnáziumot bezárták, a túlnyomóan magyarok lakta város magyar tanulói csak az általános hét osztályt végezhették anyanyelvükön. Csupán tíz év múlva, 1954-ben indult el két magyar nyelvű nyolcadik osztály a mai Kossuth Lajos Középiskolában.
A hruscsovi enyhülés időszaka alatt egy fokkal javult a helyzet. Ám összevonták a Beregszászi, Nagyszőlősi és Ilosvai járásokat. Az új járás központjául Beregszászt tették meg, de a hatalmas terület irányíthatatlanná vált. Az áldatlan állapot 1965-ig állt fenn.
A szűzföldek meghódításáért indított mozgalom részeként a beregszászi mezőgazdasági szakiskola több tanulóját, akaratuk ellenére, Kazahsztánba irányították.
A Szovjetunió széthullásával Beregszász az 1991. augusztus 24-én függetlenné vált Ukrajna része lett. A független állam első éveiben sorban mentek tönkre a korábbi állami üzemek, a kezdeti hanyatlást követően lassan kezdett emelkedni az életszínvonal.

### A 21. században

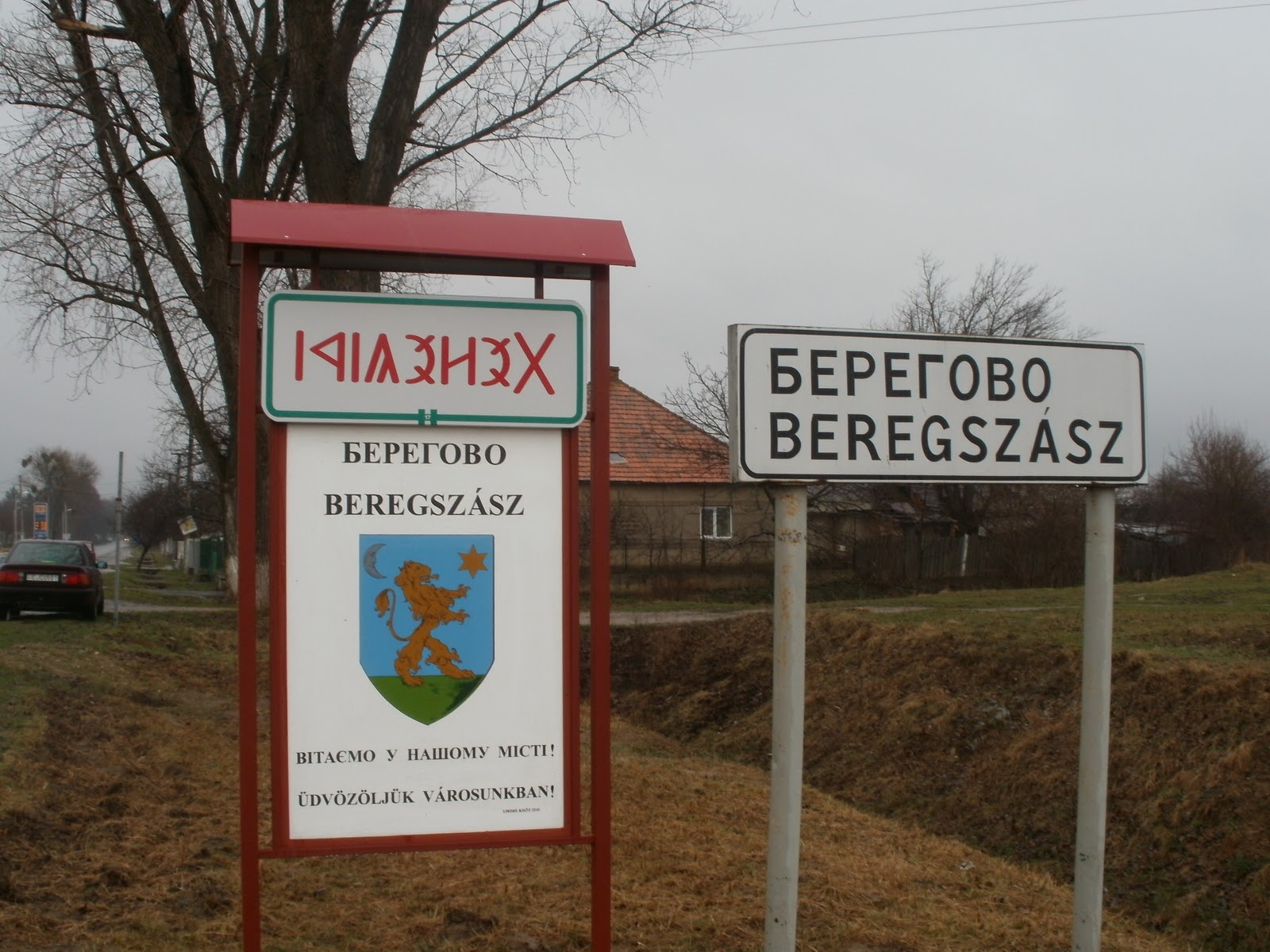
Helynév- és üdvözlőtáblák az Asztély felőli bevezető úton

Beregszász 2001-től lett ismét járási jogú város. Azóta május 17-e környékén ünneplik Beregszász napját.
A 2001 végén Beregszászban megnyílt Magyar Köztársaság Ungvári Főkonzulátusának ügyfélfogadó irodája 2007. november 14-én konzulátusi rangra emelkedett. Konzuli kerülete a Beregszászi, Nagyszőlősi, Huszti, Técsői és Rahói járásokra terjed ki.
2011 és 2014 között üzemeltette Kárpátalján európai parlamenti képviselői irodáját Kovács Béla, a Jobbik EP-képviselője, ami egyben Ukrajna egyetlen uniós kirendeltségű irodája volt. Miután a politikust kitiltották Ukrajnából, az iroda sem működött tovább.
2011-ben a beregszászi önkormányzat jóváhagyta és felállíttatta az első rovásírásos helynévtáblát Kárpátalján.

### Bulcsú
1957-től Beregszász egyik városrésze lett Bucsu (Búcsú, Bulcsú, Nagy-, ukránul/oroszul Буча) település is:
Bulcsú (Bulcsú, Nagy-) nevét 1321-ben említette először oklevél Bolchouu, Bulchw néven.
A település a Búcsúi nemesek birtoka volt, mely az idők során már két faluból állt: Bulcsú és Nagybulcsú településekből.
1321-ben Búcsúi Miklós leányát Annát említette egy oklevél, aki hitbérét és jegyajándékát férjére a Káta nemzetségből való Jánosra hagyta.
1321-ben említette egy oklevél Bulcsúi Mihály Beke nevű fiát is, aki a Szabolcs vármegyei Vörösmart ügyében tanúskodott, és a pápai tizedjegyzék ekkor már említette papját is, aki 1334-ben 7 garas, 1335-ben pedig 4 garas pápai tizedet fizetett.
1327-ben Károly Róbert király Nagybúcsú települést és annak Szent Péternek szentelt kőtemplomát – amely az örökös nélkül elhalt Búcsúi Mihály fiaié, Miklósé és Jánosé volt – Pál fia Deseu beregi ispánnak adta.

## Lakossága
1910-ben Beregszász 12 933 lakosából 12 432 magyar, 221 ruszin és 140 német volt.
A 2001-es népszámlálás alapján 26 600 lakosából 12 800 magyar, 10 300 ukrán, 1700 cigány és 1500 orosz volt. A közigazgatásilag hozzá tartozó falvakban – Beregardóban, Búcsúban és Tasnádban – körülbelül 500-an éltek. A nemek szerinti megoszlást tekintve, 12 800 (47,06%) férfi és 14 400 (52,94%) nő alkotta a teljes lakosságot.
2025-ben Beregszász lakossága meghaladta a 25 000-et.
| Év   | Beregszász lakossága | Magyar lakosság (fő) | Magyar lakosság (%) | Beregszász jelenlegi közigazgatási területének lakossága | Magyar lakosság (fő) | Magyar lakosság (%) |
| ---- | -------------------- | -------------------- | ------------------- | -------------------------------------------------------- | -------------------- | ------------------- |
| 1786 | 1689                 |                      |                     |                                                          |                      |                     |
| 1870 | 6272                 |                      |                     |                                                          |                      |                     |
| 1880 | 6931                 |                      |                     | 7695                                                     | 7356                 | 95,59               |
| 1910 | 12 933               | 12 432               | 96,13               | 14 470                                                   | 13 953               | 96,43               |
| 1930 | 19 007               | 9 190                | 48,35               | 20 897                                                   | 10 719               | 51,29               |
| 1941 |                      |                      |                     | 21 540                                                   | 19 784               | 91,85               |
| 1979 |                      |                      |                     | 27 810                                                   | 15 759               | 56,67               |
| 1989 | 29 221               | 15 125               | 51,76               | 30 700                                                   | 16 731               | 54,5                |
| 2001 | 26 600               | 12 800               | 48,12               | 27 200                                                   |                      |                     |
| 2011 | 24 580               |                      |                     | 24 908                                                   |                      |                     |
| 2019 | 23 732               |                      |                     |                                                          |                      |                     |

## Éghajlat
Az átlagos évi középhőmérséklet 10,8 °C. Évente körülbelül 900 mm csapadék esik.

## Gazdaság
A városnak fejlett fafeldolgozó, bútorgyártó, műszer- és ruhakészítő ipara volt, üzemei azonban a jelenlegi súlyos gazdasági helyzetben nem teljes kapacitással működnek. Jelentős a vidék borászata, a Beregszászi Szőlő- és Pincegazdaságban kárpátaljai borokat palackoznak.

## Közlekedés
A települést érinti a Bátyú–Királyháza–Taracköz–Aknaszlatina-vasútvonal.

## Kultúra

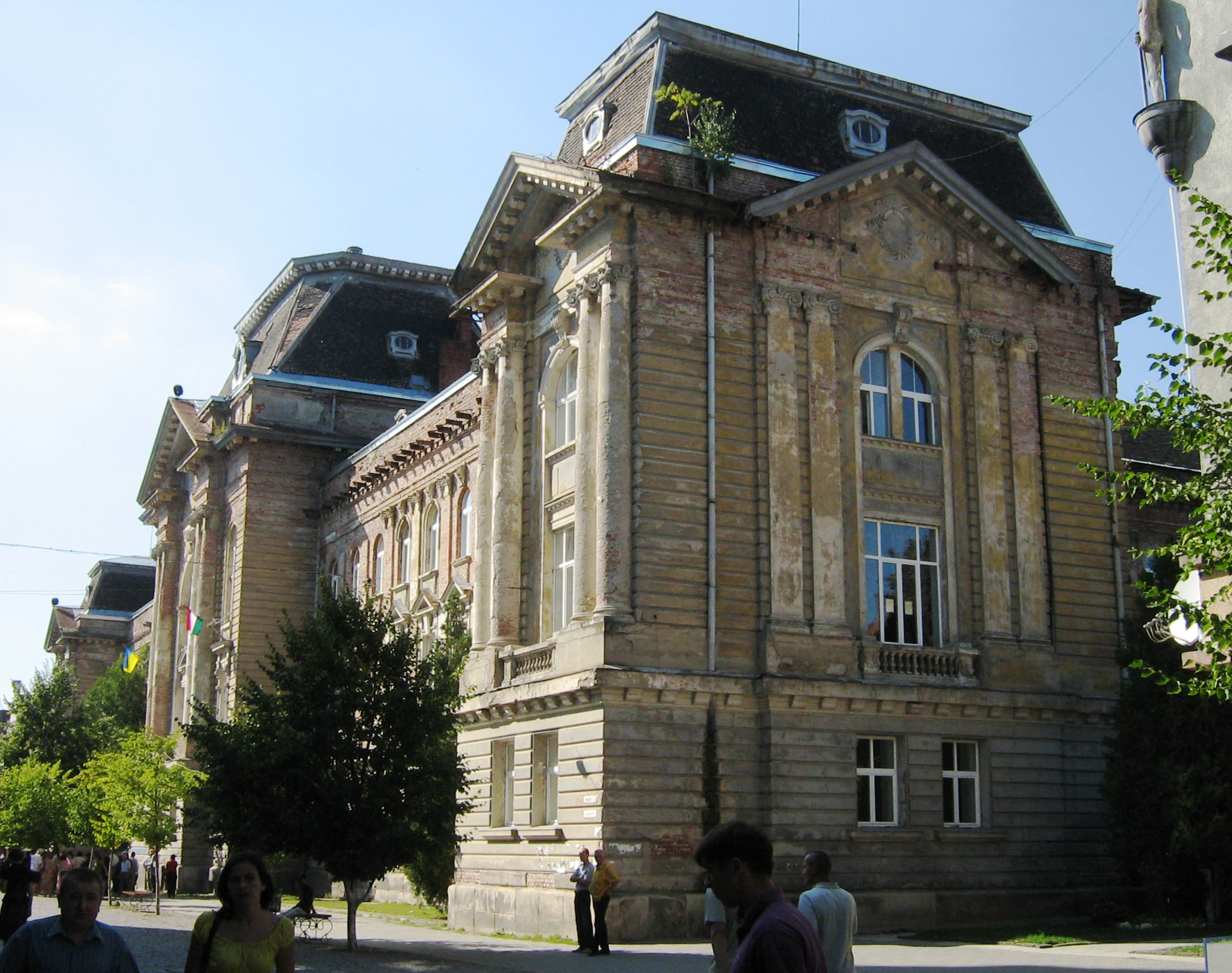
Az egykori Törvényszék, később laktanya, majd műszergyár, ma a magyar főiskola főépülete

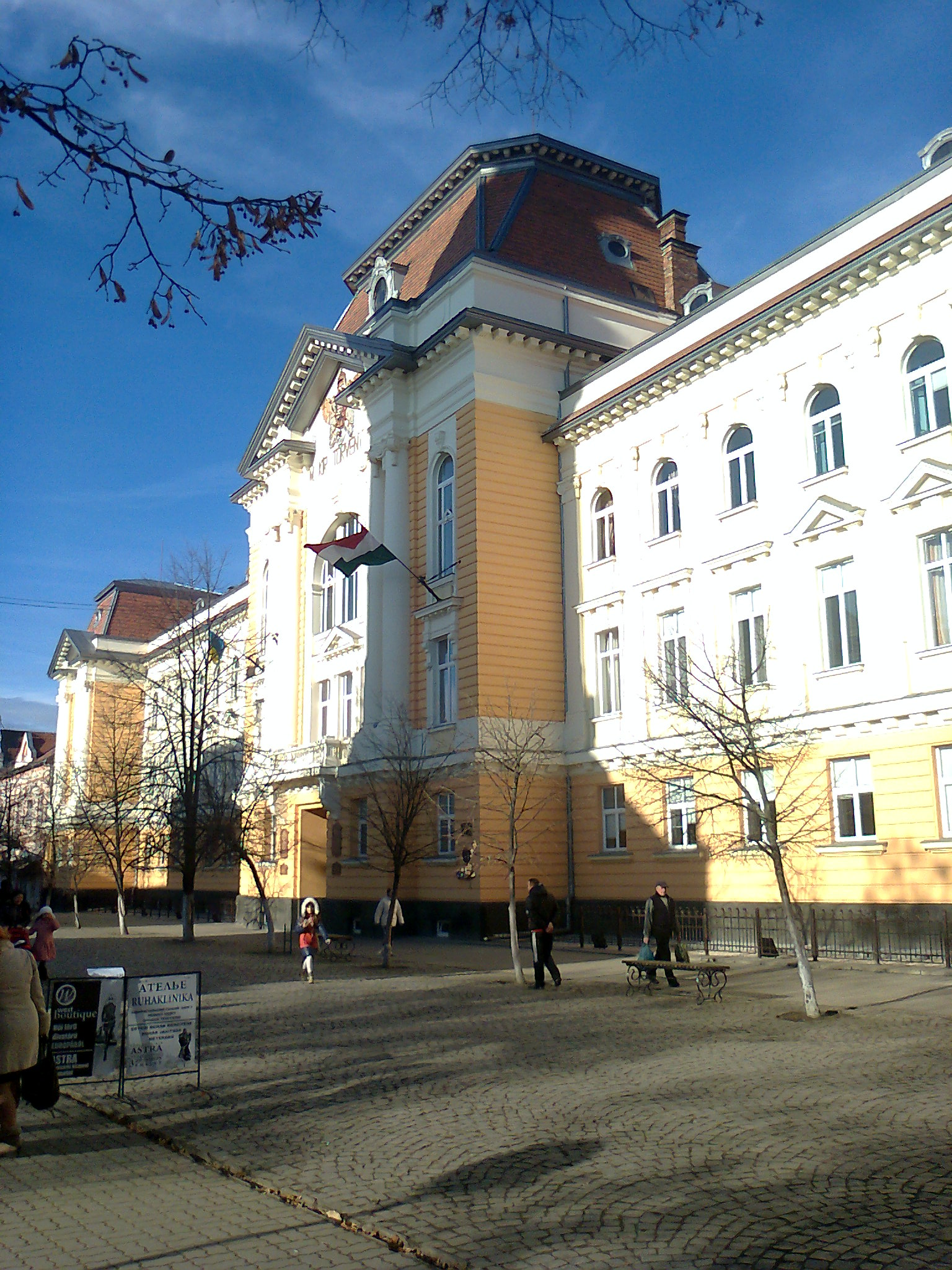
A főiskola felújított épülete 2013-ban

### Oktatás
A városban több oktatási intézmény működik: a II. Rákóczi Ferenc Kárpátaljai Magyar Főiskola, az Egészségügyi Szakképző iskola / Szakiskola / College, a Szakmunkásképző líceum, a Beregszászi Esze Tamás Líceum, a Beregszászi járási tanács által fenntartott Beregszászi Bethlen Gábor Magyar Gimnázium, 9 középiskola, a Beregszászi városi gyermek és ifjúsági alkotóház, a Gyermek és ifjúsági sportiskola és a Beregszászi Esti iskola. A középiskolák megoszlása a következő: Beregszászi Ukrán Gimnázium, 5 középszintű oktatási intézmény: Beregszászi 1. sz. középiskola, Beregszászi 3. sz. Zrínyi Ilona Középiskola (magyar és ukrán tannyelvű), Beregszászi 4. sz. Kossuth Lajos Magyar tannyelvű Középiskola, Beregászi 5. sz. Tarasz Sevcsenko elmélyített angol szakosítású Középiskola, Beregszászi 10. sz. magyar és orosz tannyelvű Középiskola. A város általános iskolái a következőek: Beregszászi 6. sz. Horváth Anna Általános iskola, Beregszászi 7. sz. magyar tannyelvű Általános iskola, Beregszászi 9. sz. magyar tannyelvű Általános iskola. A város 14 oktatási intézményében kb. 3440 gyermeket kb. 346 pedagógus oktatja. Beregszász óvodáiban kb. 1045 gyermeknek biztosítanak oktatási-nevelési lehetőséget.
Beregszász városában működik egy Kultúrház, a Kodály Zoltán Művészeti iskola, könyvtárak és helytörténeti múzeum – a „Beregvidéki Múzeum”.
Testnevelési – egészségügyi és sporttevékenység a „Kárpátalja” („Zakarpatja”) oktatási-sportközpontban zajlik, valamint a Mustang Kft. területén lovasoktatás folyik.
1994-ben nyitotta meg kapuit a Kárpátaljai Magyar Főiskola mint a nyíregyházi Bessenyei György Tanárképző Főiskola kihelyezett tagozata. 1996-ban önállósult, s kapta meg az ukrán államtól a működési engedélyt, így a Kárpát-medence első olyan határon túli magyar felsőoktatási intézménye lett, melynek diplomáját a helyi állam is elismeri. 2003-ban felvette a II. Rákóczi Ferenc Kárpátaljai Magyar Főiskola nevet.

### Társadalmi szervezetek
Jelentős munkát végez a magyarok identitástudatának fejlesztése terén a Beregvidéki Magyar Kulturális Szövetség, a Kárpátaljai Magyar Kulturális Szövetség, a Kárpátaljai Magyar Pedagógusszövetség és az Ukrajnai Magyar Demokrata Szövetség városi és járási szervezete.

### Színházi élet
Beregszászban működik az Illyés Gyula Magyar Nemzeti Színház. A járási kultúrház mellett amatőr népszínház szolgálja még a magyar színházkedvelő közönség igényeit. Aktív részt vesz a város kulturális életében a zeneiskola.

## Hitélet
Református püspöki székhely.

## Látnivalók

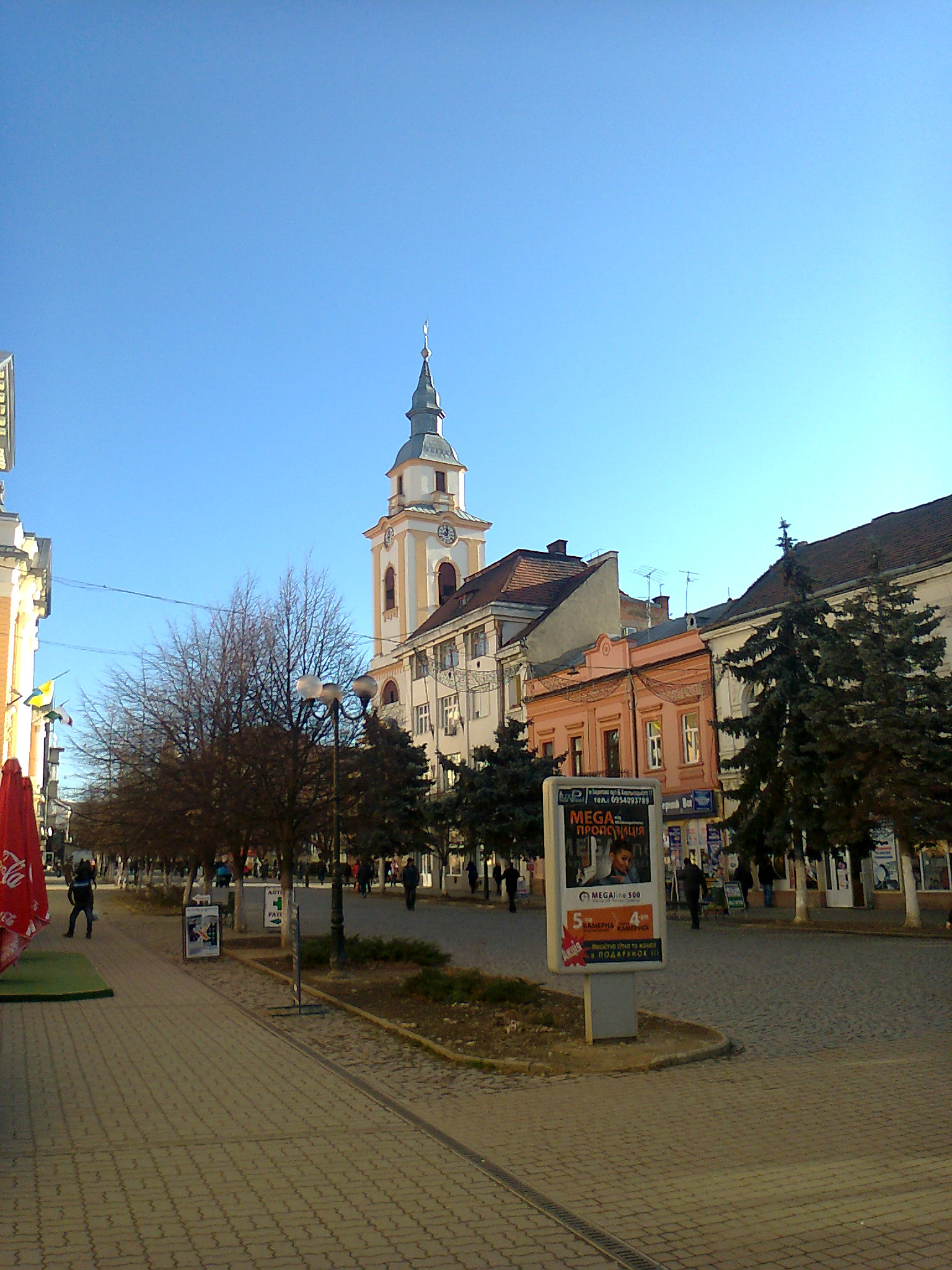
Református templom a Kossuth téren

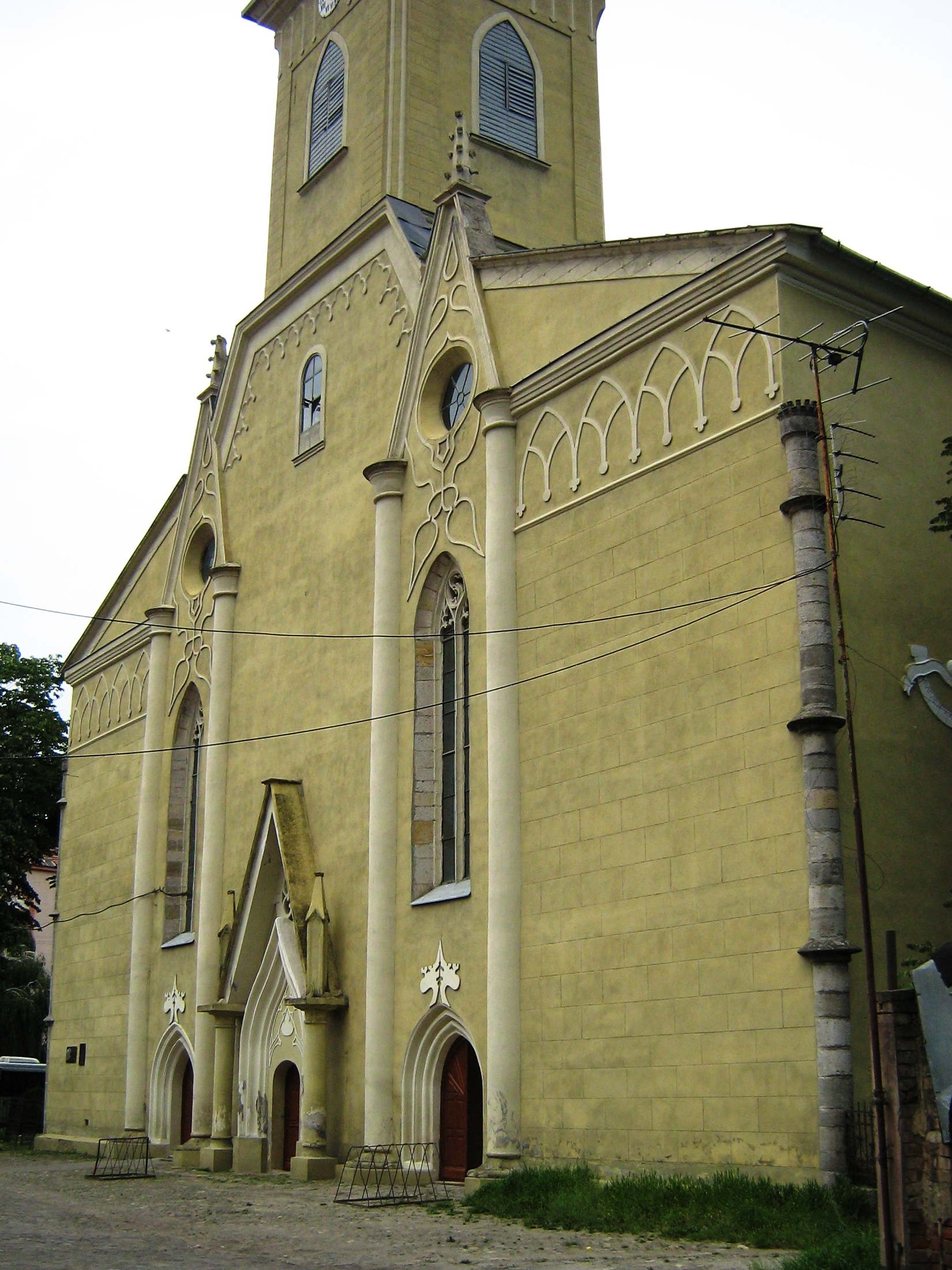
A római katolikus templom főhomlokzata

I. (Szent) István mellszobra a római katolikus templom főbejáratával szemben

- Római katolikus temploma 1418-ban épült, 1518-ban és 1522-ben felújították, 1657-ben és 1686-ban leégett. Tornyát 1753-ban javították ki, majd 1804-ben új tornyot építettek rá. A templomot 1839 és 1846 között építették újjá. 1862-ben a hajóban és a szentélyben freskókra bukkantak.
- A református templom 1715-ben épült, tornyát 1780-ban emelték, 1918-ban leégett, 1921 és 1929 között állították helyre.
- Görögkatolikus temploma 1825-ben épült klasszicista stílusban.
- A Bethlen–Rákóczi-kastélyt Bethlen Gábor építtette 1629-ben, 1686-ban a kuruc harcokban leégett, valószínűleg II. Rákóczi Ferenc állíttatta helyre. 1857-ben átalakították.
- Egykori Úri Kaszinó, ma Arany Páva étterem
- Volt megyeháza
- Egykori Királyi Törvényszék, ma a II. Rákóczi Ferenc Kárpátaljai Magyar Főiskola főépülete
- Egykori Grand Royal Hotel, ma a főiskola Kölcsey Ferenc Szakkollégiuma
- Volt zsidó fürdő
- Beregszászban számos köztéri szobrot és emléktáblát avattak a magyar nemzet nagyjai emlékének
- Barkáts Jenő Ásványtár (a II. Rákóczi Ferenc Kárpátaljai Magyar Főiskola épületében).

## Híres emberek
Beregszászban született:
- 1864. december 22-én Regőczi (Exner) Győző költő, pedagógus
- 1879. október 26-án Fedák Sári színművésznő, énekesnő-primadonna
- 1884. szeptember 26-án Reichard Piroska költő, műfordító, pedagógus
- 1895. május 13-án Fodor Nándor író, újságíró, pszichoanalitikus
- 1899. február 5-én Pálóczi Horváth Lajos író, műfordító, népzenekutató
- 1913. március 21-én Osvát Erzsébet költő, ifjúsági író
- 1913. május 30-án Kalocsay Géza labdarúgó
- 1924. november 5-én Horváth Anna keramikus, szobrász, a Magyar Művészeti Akadémia tagja
- 1926. június 23-án Lajta Edit művészettörténész
- 1944. április 11-én Rebek Gyula (Julius Rebek) amerikai kémikus
- 1947. október 31-én Benkő György festő
- 1950. január 3-án Beregszászi Olga színművésznő, zeneszerző, előadóművész[24][25]
- 1962. december 29-én Berniczky Éva Déry Tibor- és Márai Sándor-díjas író
- 1964. március 8-án id. Vidnyánszky Attila Kossuth- és Jászai Mari-díjas rendező, a Magyar Művészeti Akadémia tagja, a magyarországi Nemzeti Színház igazgatója
- 1971. szeptember 29-én Seder Gábor magyar színész, szinkronszínész
- 1975. december 3-án Czébely Csaba zenész, a Pokolgép heavy metal együttes dobosa
- 1976. augusztus 6-án Serbán Attila színész, énekes, táncos
- 1993. szeptember 13-án Vidnyánszky Attila színész, rendező

Milton Friedman Nobel-díjas közgazdász szülei Beregszászból emigráltak az Amerikai Egyesült Államokba.
A Beregszász melletti Búcsún született:
- Horpácsik János néptáncos, a népművészet mestere.

## Testvérvárosai
- Csíkszereda, Románia
- Hajdúböszörmény, Magyarország[26][27]
- Hatvan, Magyarország
- Kecskemét, Magyarország
- Zalaegerszeg, Magyarország
- Ferencváros, Magyarország
- Sárrétudvar, Magyarország
- Szatmárnémeti, Románia
- Mosonmagyaróvár, Magyarország
- Tiszaújváros, Magyarország
- Dunaszerdahely, Szlovákia
- Sátoraljaújhely, Magyarország
- Nyíregyháza, Magyarország
- Maassluis, Hollandia
- Kisköre, Magyarország
- Gyermely, Magyarország
- Vásárosnamény, Magyarország
- Gödöllő, Magyarország
- Budapest Főváros, Magyarország
- Ivano-Frankivszk (Івано-Франківськ), Ukrajna

Egykor különálló település volt a városhoz csatolt Beregardó is.